# 坂本稀吏也
坂本 稀吏也（さかもと きりや、2003年4月23日 - ）は、兵庫県神戸市出身のプロサッカー選手。Jリーグ・ギラヴァンツ北九州所属。ポジションはディフェンダー（DF）。

## 経歴
セレッソ大阪西U-15時代から大型で左利きのストライカーとして注目を集めた。
2019年、U-18へと昇格した1年目に、フォワードとして大阪府国体選抜のメンバーに選ばれた。
2021年より風間八宏がアカデミーの技術委員長に就任し、指導方針が「止める・蹴る」の個人技術に主眼をおいたものに変わった事で、2021年4月からプロになるために、ポゼッションや戦術に対して頭を使うサッカーをする興國高校に加入した。
興國高校に加入した高校3年からディフェンダーとなった。内野監督から「能力が高い分そんなに考えないでも出来ていたのが興國に来て変わったんではないか」とされ「間違いないです。セレッソの時はFWだったので、特徴である身体を使うプレーが多かったんですけど、興國に入ってからはサッカーが違うので、興國のスタイルであるボールを回すところで足元が大事になってくるので、頭を使うことが多くなっていると思います。違う刺激を受けて、入って3カ月ぐらいなんですが、凄い成長できている実感があります。」と述べた。
2022年、モンテディオ山形に加入した。6月1日、天皇杯対群馬戦で先発出場し公式戦初出場、8月31日、元々4月3日に開催されたものの競技規則適用ミスのため同日前半11分からの再試合となった第8節対岡山戦で再試合開始時点から出場しJリーグ初出場を果たすが、同年の公式戦では計2試合のみの出場にとどまる。
2023年より、サガン鳥栖に期限付き移籍。
2024年、山形に復帰。
2025年は、ギラヴァンツ北九州へ育成型期限付き移籍することとなった
。

## 所属クラブ
- 2008年 - 2011年 神戸少年サッカースクール
- 2012年 - 2015年 西宮サッカースクール
- 2016年 - 2018年 セレッソ大阪西U-15 (神戸市立兵庫中学校)
- 2019年 - 2021年3月 セレッソ大阪U-18 (興國高等学校)
- 2021年4月 - 2021年12月 興國高等学校
- 2022年 -  モンテディオ山形
  - 2023年  サガン鳥栖（期限付き移籍）
  - 2025年  ギラヴァンツ北九州（育成型期限付き移籍）

## 個人成績
| 国内大会個人成績 | 国内大会個人成績 | 国内大会個人成績 | 国内大会個人成績 | 国内大会個人成績 | 国内大会個人成績 | 国内大会個人成績 | 国内大会個人成績 | 国内大会個人成績 | 国内大会個人成績 | 国内大会個人成績 | 国内大会個人成績 |
| 年度             | クラブ           | 背番号           | リーグ           | リーグ戦         | リーグ戦         | リーグ杯         | リーグ杯         | オープン杯       | オープン杯       | 期間通算         | 期間通算         |
| 年度             | クラブ           | 背番号           | リーグ           | 出場             | 得点             | 出場             | 得点             | 出場             | 得点             | 出場             | 得点             |
| 日本             | 日本             | 日本             | 日本             | リーグ戦         | リーグ戦         | リーグ杯         | リーグ杯         | 天皇杯           | 天皇杯           | 期間通算         | 期間通算         |
| ---------------- | ---------------- | ---------------- | ---------------- | ---------------- | ---------------- | ---------------- | ---------------- | ---------------- | ---------------- | ---------------- | ---------------- |
| 2022             | 山形             | 30               | J2               | 1                | 0                | -                | -                | 1                | 0                | 2                | 0                |
| 2023             | 鳥栖             | 49               | J1               | 2                | 0                | 5                | 0                | 2                | 0                | 9                | 0                |
| 2024             | 山形             | 40               | J2               | 11               | 0                | 1                | 0                | 2                | 0                | 14               | 0                |
| 2025             | 北九州           | 76               | J3               |                  |                  |                  |                  |                  |                  |                  |                  |
| 通算             | 日本             | 日本             | J1               | 2                | 0                | 5                | 0                | 2                | 0                | 9                | 0                |
| 通算             | 日本             | 日本             | J2               | 12               | 0                | 1                | 0                | 3                | 0                | 16               | 0                |
| 通算             | 日本             | 日本             | J3               |                  |                  |                  |                  |                  |                  |                  |                  |
| 総通算           | 総通算           | 総通算           | 総通算           | 14               | 0                | 6                | 0                | 5                | 0                | 25               | 0                |

- Jリーグ初出場 - 2022年8月31日 J2リーグ第8節再試合 vs ファジアーノ岡山FC（NDソフトスタジアム山形）

## 代表歴
- 2022年 U-19日本代表